# 2010 PU75
2010 PU75, também escrito como 2010 PU75, é um objeto transnetuniano que está localizado no disco disperso, uma região do Sistema Solar. Ele possui uma magnitude absoluta de 5,6 e tem um diâmetro estimado de cerca de 334 km. O astrônomo Mike Brown lista este corpo celeste em sua página na internet como um candidato a possível planeta anão.

## Descoberta
2010 PU75 foi descoberto no dia 6 de agosto de 2011 pelos astrônomos A. Udalski, S. S. Sheppard, G. Pietrzynski, C. A. Trujillo.

## Órbita
A órbita de 2010 PU75 tem uma excentricidade de 0,572 e possui um semieixo maior de 84,030 UA. O seu periélio leva o mesmo a uma distância de 35,927 UA em relação ao Sol e seu afélio a 132 UA.